# 李国辉 (解放军)
李国辉（1950年—），山东陵县人。中国人民解放军中将。
1998年，担任中国人民解放军第38集团军政治部主任，2000年12月，任副政委。2002年5月，任中国人民解放军第24集团军政委。2003年12月，任山西省军区政委。2008年7月，升任兰州军区副政委。